# 김민식 (1998년)
김민식(한국 한자: 金民植, 1998년 3월 18일 ~ )은 대한민국의 축구 선수이며, 포지션은 수비수이다.